# Ashikaga (familie)

Het wapen van de Ashikaga-clan

De Ashikaga-clan (足利氏, Ashikaga-shi) was een prominente Japanse samuraiclan die het Muromachi-shogunaat stichtten en van 1336 tot 1573 over Japan heersten. 
De Ashikaga waren afstammelingen van de Minamoto-clan, en kwamen oorspronkelijk uit Ashikaga in het huidige prefectuur Tochigi. Na het uitsterven van de hoofdtak van de Minamoto-clan noemden de Ashikaga zichzelf het hoofd van de Minamoto-clan, dit vanwege de prestige die deze naam met zich mee bracht.

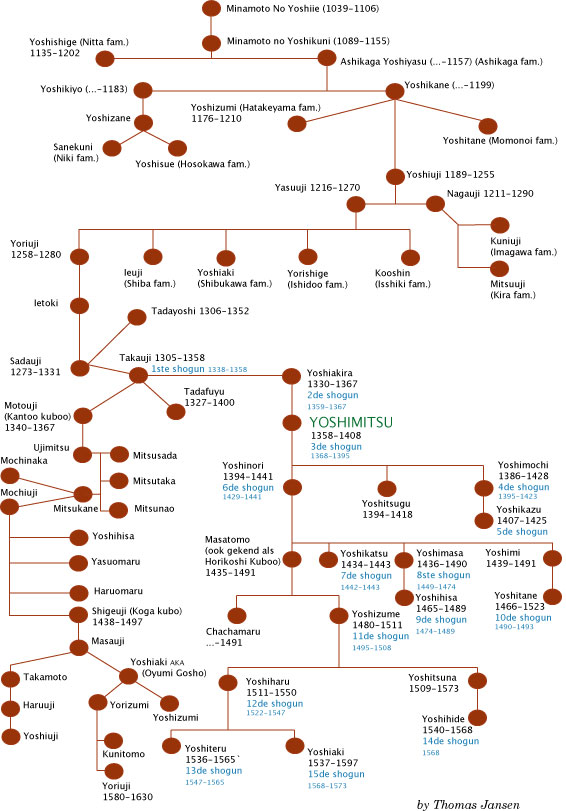
Een korte stamboom van de Ashikaga familie en verwanten.
Klik voor een grotere afbeelding.

## Aftakkingen
De Ashikaga-clan had verscheidene aftakkingen: 
- Hosokawa-clan
- Imagawa-clan
- Hatakeyama-clan (na 1205)
- Kira-clan
- Shiba-clan
- Hachisuka-clan

Er bestond ook een andere Ashikaga clan, geen bloedverwantschap. Deze clan was een aftakking van de Fujiwara-clan.

## Leiders
1. Ashikaga Yoshiyasu
2. Ashikaga Yoshikane
3. Ashikaga Yoshiyasu
4. Ashikaga Yoshiuji
5. Ashikaga Yasuuji
6. Ashikaga Yoriuji
7. Ashikaga Ietoki
8. Ashikaga Sadauji
9. Ashikaga Takauji

## Belangrijke leden
- Ashikaga Yoshimitsu
- Ashikaga Yoshimasa
- Ashikaga Satouji